# 無線設備
無線設備（むせんせつび）とは、「無線電信、無線電話その他電波を送り、または受けるための電気的設備」と電波法第2条第4号に定義している。

## 概要
定義にある電気的設備とは、送信機、受信機、トランシーバーなどの無線機、アンテナ、これらを接続する給電線などのことである。
無線設備の技術基準については、総務省令無線設備規則に規定している。

### 無人方式の無線設備
電波法施行規則第2条第1項第45号に「自動的に動作する無線設備であつて、通常の状態においては技術操作を直接必要としないもの」と定義している。
引用の促音の表記は原文ママ
いわゆる無人局で24時間運用する無線設備のことである。

## 送信設備
電波法施行規則第2条第1項第35号に「送信装置と送信空中線系とから成る電波を送る設備」と定義している。
関連する定義として、同条同項
- 第36号に「送信装置」を「無線通信の送信のための高周波エネルギーを発生する装置及びこれに付加する装置」
- 第37号に「送信空中線系」を「送信装置の発生する高周波エネルギーを空間へ輻射する装置」

と定義している。送信機またはトランシーバーの送信部とアンテナおよびこれらを接続する給電線ということになる。

## 受信設備
電波法令には受信設備という文言はあるが定義は無い。
強いて言えば「無線設備の内、電波を受けるための電気的設備」となる。
受信設備は、電波を発射するものではないが、副次的に発する電波等が妨害源となるおそれがあり、受信設備自体の性能も良好でなくてはならないので、電波法および無線設備規則に一般的条件を規定している。

### 指定受信設備
電波法第56条第1項に「無線局は、他の無線局又は電波天文業務(宇宙から発する電波の受信を基礎とする天文学のための当該電波の受信の業務をいう。)の用に供する受信設備その他の総務省令で定める受信設備(無線局のものを除く。)で総務大臣が指定するものにその運用を阻害するような混信その他の妨害を与えないように運用しなければならない。」と規定している。
この総務大臣が指定する受信設備が指定受信設備と通称され、これを受けた電波法施行規則第50条の2に
1. 電波天文業務の用に供する受信設備
2. 宇宙無線通信の電波の受信を行なう受信設備

と指定している。
地上波より微弱な電波を扱うこれら受信設備を保護することが目的である。
引用の送り仮名の表記は原文ママ

## 船上通信設備
電波法施行規則第2条第40号の3に、
次の1. 2. 3. 又は4. に掲げる通信のみを行うための単一通信路の無線設備であつて、第13条の3の3に規定する電波の型式、周波数及び空中線電力の電波を使用するものをいう。
1. 操船、荷役その他の船舶の運航上必要な作業のための通信で当該船舶内において行われるもの
2. 救助又は救助訓練のための通信で船舶とその生存艇又は救命浮機との間において行われるもの
3. 操船援助のための通信で引き船と引かれる船舶又は押し船と押される船舶との間において行われるもの
4. 船舶を接岸させ又は係留させるための通信で船舶相互間又は船舶とさん橋若しくは埠頭との間において行われるもの

と定義している。
引用の促音の表記は原文ママ
船舶内または港湾での船舶間、もしくは船舶と港湾施設間の通信に用いられるもので、船舶局または船上通信局として免許される。
従前は海上移動業務の通信はアナログ音声によるものであったが、周波数逼迫による狭帯域化により船上通信設備はデジタル化されることになった。

## 特定無線設備
電波法第38条の2の2第1項に「小規模な無線局に使用するための無線設備であつて総務省令で定めるもの」を特定無線設備と規定している。
この総務省令は、特定無線設備の技術基準適合証明等に関する規則（旧称は特定無線設備の技術基準適合証明に関する規則。以下、「証明規則」と略す。）であり、第2条第1項各号に種別が定められている。
これらの無線設備は、電波法令の技術基準に合致していることの認証として技術基準適合証明又は工事設計の認証）をうけることが要求される。
引用の促音の表記は原文ママ
特定無線設備は、電波法第38条の2の2第2項の区分により次のように分類される。但し、区分名はかつて証明規則に規定されていたもので現在は通称である。
| 区分               | 内容                                                                                                 | 備考                            |
| ------------------ | --- | ------------------------------- |
| 第一種特定無線設備 | 電波法第4条第2号又は第3号に規定する無線局に係る特定無線設備                                          | 市民ラジオ、小電力無線局        |
| 第二種特定無線設備 | 特定無線局（電波法第27条の2第1号に掲げる無線局に係るもの（移動するもの）に限る。）に係る特定無線設備 | 携帯電話端末、MCA無線移動機など |
| 第三種特定無線設備 | 前二号に掲げる特定無線設備以外の特定無線設備                                                         | 上記以外のもの                  |

- 証明機関の区分とされているものである。

### 特別特定無線設備
電波法第38条の33に「特定無線設備のうち、無線設備の技術基準、使用の態様等を勘案して、他の無線局の運用を著しく阻害するような混信その他の妨害を与えるおそれが少ないものとして総務省令で定めるもの」を特別特定無線設備と規定している。
これを受けた証明規則第2条第2項に特別特定無線設備が定められているが、これは次に掲げるものである。
- コードレス電話
- 携帯電話端末
- PHS端末
  - 上記のものに無線LAN機能を搭載したもの
- 無線アクセス端末

特別特定無線設備は、製造業者又は輸入業者が電波法令の技術基準に合致することを自己確認できる。
上記により特定無線設備には、技適マークの表示が必須となる。
技適マークの表示は技術基準への適合が条件であるので、修理は製造業者やこれと契約を結んだ修理業者によるとされてきたが、特別特定無線設備の修理について技術基準への適合性維持が確認できる業者は、総務大臣の登録を受けることができると規定された。
これが登録修理業者である。

### 適合表示無線設備
電波法第4条第1項第2号に「第38条の7第1項（第38条の31第4項において準用する場合を含む。）、第38条の26（第38条の31第6項において準用する場合を含む。）若しくは第38条の35又は第38条の44第3項の規定により表示が付されている無線設備（第38条の23第1項（第38条の29、第38条の31第4項及び第6項並びに第38条の38において準用する場合を含む。）の規定により表示が付されていないものとみなされたものを除く。）」を適合表示無線設備と規定している。
ここで、第38条の7第1項、第38条の26、又は第38条の35とは、それぞれ技術基準適合証明、工事設計の認証又は技術基準適合の自己確認を、第38条の44第3項は登録修理業者による修理を経たもののことである。
更に、第38条の23第1項の表示が付されていないものとみなされるものの規定とは、電波法令の「技術基準に適合していない場合において、総務大臣が他の無線局の運用を阻害するような混信その他の妨害又は人体への危害の発生を防止するため特に必要があると認めるとき」であり、第38条の23第2項では、「その旨を公示しなければならない」とされている。
すなわち、適合表示無線設備とは公示された例外を除く特定無線設備であり、公示された機器の技適マークは無効とみなされる。

## 特定周波数無線設備
電波法第102条の13第1項に「第4条第1項の規定に違反して開設される無線局のうち特定の範囲の周波数の電波を使用するもの（以下「特定不法開設局」という。）が著しく多数であると認められる場合において、その特定の範囲の周波数の電波を使用する無線設備（免許等を要しない無線局に使用するためのもの及び当該特定不法開設局に使用されるおそれが少ないと認められるものを除く。）」を特定周波数無線設備と規定している。
不法無線局が多い周波数帯を使用する無線設備のことである。

### 指定無線設備
電波法第102条の14第1項に「前条第1項の規定により指定された特定周波数無線設備」を指定無線設備と規定している。
特定周波数無線設備の内、総務大臣が指定した無線設備のことである。
同法第102条の14により指定無線設備の小売業者は次の事項を書面または電子的に交付しなければならないとしている。
1. 指定無線設備を使用して無線局を開設しようとするときは無線局の免許等を受けなければならない旨
2. 無線局の免許等がないのに、指定無線設備を使用して無線局を開設した者は、電波法に定める刑に処せられること
3. 指定無線設備を使用する無線局の免許等の申請書を提出すべき官署の名称及び所在地

これを受けた電波法施行規則第51条の2の2に次のものが指定されている。
- 27MHz帯の不法市民ラジオに使われる無線機
- 144MHz帯および430MHz帯のアマチュア無線機
- 不法携帯電話中継器

注 適合表示無線設備であっても指定無線設備となることはある。例としては144MHz帯、430MHz帯アマチュア無線機がそうである。

## 基準不適合設備
電波法第102条の11第1項に「無線局が他の無線局の運用を著しく阻害するような混信その他の妨害を与えた場合において、その妨害が第3章に定める技術基準に適合しない設計に基づき製造され、又は改造された無線設備を使用したことにより生じたと認められ、かつ、当該設計と同一の設計に基づき製造され、又は改造された無線設備」を基準不適合設備と規定している。
同条第2項に「総務大臣は、これを放置しては他の無線局の運用に重大な悪影響を与えるおそれがあると認めるときは、無線通信の秩序の維持を図るために必要な限度において、当該基準不適合設備の製造業者、販売業者又は輸入業者に対し、その事態を除去するために必要な措置を講ずべきことを勧告することができ、勧告を受けた者が勧告に従わないときは、その旨を公表することができる。」とある。つまり行政指導の対象とされる。
更に同条第3項で勧告を受けた者が従わないときにその旨を公表することができるとされ、同条第4項で「公表後に正当な理由がなく勧告に係る措置を講じない場合で無線通信の秩序の維持を図るために必要な限度には、勧告に係る措置を講ずることを命じられることがある。

## 沿革
1950年（昭和25年）- 無線設備と送信設備が定義、受信設備の文言が登場
1958年（昭和33年）- 無人方式の無線設備が定義
1965年（昭和40年）- 指定受信設備について規定
1975年（昭和50年）- 船上通信設備が定義
1981年（昭和56年）- 技術基準適合証明が制度化され、特定無線設備が規定
1987年（昭和62年）- 基準不適合設備が規定され、製造業者又は販売業者が郵政大臣の勧告及びこれに従わないときの公表の対象となりうることに
1994年（平成6年）- 特定周波数無線設備と指定無線設備が規定され、これを受け指定無線設備の周波数帯が指定
- 不法市民ラジオおよび不法パーソナル無線機が指定無線設備とされた。

1996年（平成8年）- 144MHz帯および430MHz帯のアマチュア無線機が指定無線設備に
1999年（平成11年）- 特定無線設備は、工事設計の認証を受けたものでもよいことに
2001年（平成13年）- 特定無線設備は、三種類に区分されることに
- 証明機関を区分するためのものであった。

2004年（平成16年）- 電波法に適合表示無線設備、特別特定無線設備および技術基準適合の自己確認ができる無線設備が規定され、証明規則にあった特定無線設備の区分を取り入れ
- 証明規則からは第一種から第三種の区分名が削除、またコードレス電話、携帯電話端末およびPHS端末が特別特定無線設備に[13]

2013年（平成25年）
- 指定無線設備に不法携帯電話中継器が追加[14]
- 従前に特別特定無線設備に指定されたものに無線LAN機能を搭載したものおよび無線アクセス端末も特別特定無線設備に[15]

2015年（平成27年）- 登録修理業者規則が制定され特別特定無線設備の修理を規定
2016年（平成28年）- 基準不適合設備について輸入業者が総務大臣の勧告及びこれに従わないときの公表の対象となりうることに
2018年（平成30年）- 船上通信設備についてデジタル化が開始
2023年（令和5年）- 不法パーソナル無線機が指定無線設備から除外

## 参考
高周波利用設備
電波法第100条および電波法施行規則第44条、第45条には「高周波利用設備」の通信設備として電力線搬送通信設備と誘導式通信設備を、通信設備以外の設備として医療用設備、工業用加熱設備および各種設備を規定している。
無線設備規則にも第5章高周波利用設備として技術基準が規定されている。
これらは「設備」の文言はあっても無線設備ではなく、操作またはその監督に無線従事者は不要である。
無線電信法
電波法の前身である無線電信法には、「無線設備」という文言は無かった。
「･･･ニ装置シタル無線電信又ハ無線電話」、「･･･ニ施設シタル無線電信、無線電話」等の「無線電信」や「無線電話」が設備を表していた。
電波法で「無線電信」や「無線電話」が設備を表すのは、無線電信法の表現を踏襲したものであることによる。